# Birgit Fuß
Birgit Fuß (* 20. Juli 1972 in Fürstenfeldbruck) ist eine deutsche Journalistin, Redakteurin und Schriftstellerin.

## Leben
Birgit Fuß wuchs in Bayern auf und legte dort das Abitur ab. In Hamburg studierte sie Germanistik, Amerikanistik und Journalistik. Im Jahr 1993 begann für die Hamburger Morgenpost zu schreiben. 
Seit dem Jahr 1998 arbeitet sie als Autorin und Redakteurin für den Rolling Stone, zunächst in Hamburg, dann in München und seit 2010 in Berlin. In ihren Artikeln befasst sie sich hauptsächlich mit Rockmusik und Fernsehserien. 2015 war sie Mitglied der Rock-Jury beim Preis der deutschen Schallplattenkritik.
Persönliche Erfahrungen, die nicht nur in ihrem Buch Sterben darfst du aber nicht thematisiert werden, haben Birgit Fuß veranlasst, außerdem Trauer- und Sterbebegleiterin zu werden.

## Publikationen (Auswahl)
- 100 Seiten: Jim Morrison, Reclam Verlag, 2021, ISBN 978-3-15-020576-1.
- 100 Seiten: Die Toten Hosen, Reclam Verlag, 2022, ISBN 978-3-15-020586-0.
- R.E.M.: Life And How To Live It – Die Geschichte einer Rockband, die (fast) keine Fehler machte, Verlag Andreas Reiffer, 2023, ISBN 978-3-910335-83-7.
- Sterben darfst du aber nicht. Bericht, mikrotext, 2023, ISBN 978-3-948631-41-3.